# Dimityr Wyrbenow
Dimityr Christow Wyrbenow (bułg. Димитър Христов Върбенов; ur. 1884 we Plewenie, zm. 9 stycznia 1961 w Sofii) – bułgarski polityk i prawnik, działacz Partii Narodowo-Liberalnej, minister sprawiedliwości (1931–1932), deputowany do Zwyczajnego Zgromadzenia Narodowego 22. (1927–1931) i 23. (1931–1934) kadencji.

## Życiorys
Urodził się w rodzinie działacza narodowego Christo Wyrbenowa. W 1903 ukończył gimnazjum w Sofii, a następnie podjął studia prawnicze na uniwersytecie sofijskim. Po ukończeniu studiów pracował w zawodzie adwokata, a od 1926 zajmował się działalnością handlową.
Działał początkowo w Bułgarskiej Robotniczej Partii Socjaldemokratycznej, z której został usunięty w 1919. W 1923 wstąpił do Partii Narodowo-Liberalnej. W 1927 po raz pierwszy uzyskał mandat do Zgromadzenia Narodowego. W latach 1931–1932 kierował resortem sprawiedliwości w gabinecie Aleksandra Malinowa, a następnie w gabinecie Nikoły Muszanowa. Zmarł w Sofii w styczniu 1961.